# Користовецька сільська рада
Користове́цька сільська́ ра́да — адміністративно-територіальна одиниця та орган місцевого самоврядування в Волочиському районі Хмельницької області. Адміністративний центр — село Користова.

## Загальні відомості
Користовецька сільська рада утворена в 1993 році.
- Територія ради: 27,11 км²
- Населення ради: 2 322 особи (станом на 2001 рік)
- Територією ради протікає Грабарка

## Населені пункти
Сільській раді були підпорядковані населені пункти:
- с. Користова
- с. Бальківці

## Склад ради
Рада складалася з 16 депутатів та голови.
- Голова ради: Іванович Андрій Федорович
- Секретар ради: Ткачук Валентина Іванівна

### Керівний склад попередніх скликань
| Прізвище, ім'я, по батькові | Основні відомості                                                                       | Дата обрання | Дата звільнення |
| --------------------------- | --------------------------------------------------------------------------------------- | ------------ | --------------- |
| Іванович Андрій Федорович   | Сільський голова, 1947 року народження, освіта середня спеціальна, член Народної партії | 26.03.2006   | 31.10.2010      |
| Іванович Андрій Федорович   | Сільський голова, 1947 року народження, освіта середня спеціальна, член Народної партії | 31.10.2010   |                 |

Примітка: таблиця складена за даними сайту Верховної Ради України

### Депутати
За результатами місцевих виборів 2010 року депутатами ради стали:

#### За суб'єктами висування
| Суб'єкт висування             | Кількість обраних депутатів | %    |
| ----------------------------- | --------------------------- | ---- |
| Самовисування                 | 13                          | 81,3 |
| Народна партія                | 2                           | 12,5 |
| Політична партія «Фронт Змін» | 1                           | 6,3  |

#### За округами
| № округу                      | Прізвище, ім'я, по батькові   | Дата визнання обраним | Освіта             | Партійна приналежність                        | Відомості про обраного депутата                                                    |
| ----------------------------- | ----------------------------- | --------------------- | ------------------ | --------------------------------------------- | ---------------------------------------------------------------------------------- |
| Народна Партія                |                               |                       |                    |                                               |                                                                                    |
| 13                            | Буряк Сергій Іванович         | 01.11.2010            | середня            | член Народної партії                          | тимчасово не працює                                                                |
| 16                            | Фрадинський Андрій Теофанович | 01.11.2010            | середня            | член Народної партії                          | тимчасово не працює                                                                |
| Політична партія «Фронт Змін» |                               |                       |                    |                                               |                                                                                    |
| 6                             | Кучер Володимир Сергійович    | 01.11.2010            | вища               | член Політичної партії «Фронт Змін»           | Волочиський РВ УМВС, паспортист                                                    |
| Самовисування                 |                               |                       |                    |                                               |                                                                                    |
| 1                             | Борейко Ярослав Степанович    | 01.11.2010            | вища               | позапартійний                                 | ТОВ «Волочиськ-агро», ВП агрофірма «Нива», директор                                |
| 2                             | Ковтун Сергій Володимирович   | 01.11.2010            | середня спеціальна | позапартійний                                 | приватний підприємець                                                              |
| 3                             | Ткачук Валентина Іванівна     | 01.11.2010            | вища               | позапартійна                                  | Користовецька сільська рада, секретар                                              |
| 4                             | Шевчук Лілія Михайлівна       | 01.11.2010            | вища               | позапартійна                                  | Користовецька сільська рада, спеціаліст з бухгалтерського обліку                   |
| 5                             | Данилюк Ігор Іванович         | 01.11.2010            | вища               | позапартійний                                 | ВАТ"Мотор-Січ", Волочиський машинобудівний завод, спеціаліст з економічної безпеки |
| 7                             | Свинобойчук Аліна Михайлівна  | 01.11.2010            | вища               | позапартійна                                  | Користовецька сільська рада, головний бухгалтер                                    |
| 8                             | Довгий Олег Вікторович        | 01.11.2010            | вища               | позапартійний                                 | приватний підприємець                                                              |
| 9                             | Жук Тетяна Станіславівна      | 01.11.2010            | середня спеціальна | позапартійна                                  | ТОВ «Волочиський цегельник», директор                                              |
| 10                            | Олійник Валентина Дмитрівна   | 01.11.2010            | вища               | член Партії регіонів                          | Управління статистики у Волочиському районі, спеціаліст                            |
| 11                            | Кирилюк Ігор Анатолійович     | 01.11.2010            | вища               | позапартійний                                 | приватний підприємець Перкач А. М., менеджер                                       |
| 12                            | Гончар Андрій Михайлович      | 01.11.2010            | вища               | позапартійний                                 | приватний підприємець                                                              |
| 14                            | Шевчук Віктор Антонович       | 01.11.2010            | середня спеціальна | позапартійний                                 | тимчасово не працює                                                                |
| 15                            | Нікітюк Віктор Миколайович    | 01.11.2010            | середня спеціальна | член Всеукраїнського об'єднання «Батьківщина» | тимчасово не працює                                                                |